# Shirokaya Bay
Die Shirokaya Bay (englisch; russisch Бухта Широкая Buchta Schirokaja, deutsch ‚Breite Bucht‘) ist eine Bucht an der Ingrid-Christensen-Küste des ostantarktischen Prinzessin-Elisabeth-Lands. Sie liegt unmittelbar östlich des Weddell Arm an der Nordseite der Breidnes-Halbinsel im Gebiet der Vestfoldberge.
Luftaufnahmen entstanden bei der US-amerikanischen Operation Highjump (1946–1947) und durch Wissenschaftler einer sowjetischen Antarktisexpedition im Jahr 1956. Letztere nahmen die deskriptive Benennung vor. Das Antarctic Names Committee of Australia übertrug diese in einer transkribierten Teilübersetzung ins Englische.